# عبدالرحمن فارس
عبدالرحمن فارس (عربی: عبدالرحمن فارس؛ زاده ۳۰ ژانویهٔ ۱۹۱۱ – درگذشته ۱۳ مهٔ ۱۹۹۱) یک سیاست‌مدار اهل الجزایر بود.